# Ninh Xá
Ninh Xá là một phường thuộc tỉnh Bắc Ninh, Việt Nam.

## Địa lý
Phường Ninh Xá có vị trí địa lý:
- Phía đông giáp phường Trạm Lộ
- Phía tây giáp phường Song Liễu
- Phía nam giáp xã Đại Đồng, tỉnh Hưng Yên
- Phía bắc giáp các phường Trí Quả và Thuận Thành.

Phường Ninh Xá có diện tích 15,81 km², dân số 22.369 người, mật độ dân số đạt 1.414 người/km².

## Lịch sử
Trước đây, Ninh Xá là một xã thuộc huyện Thuận Thành.
Ngày 13 tháng 2 năm 2023, Ủy ban Thường vụ Quốc hội ban hành Nghị quyết số 723/NQ-UBTVQH15 (nghị quyết có hiệu lực từ ngày 10 tháng 4 năm 2023). Theo đó, thành lập thị xã Thuận Thành và thành lập phường Ninh Xá thuộc thị xã Thuận Thành trên cơ sở toàn bộ 8,25 km² diện tích tự nhiên, 10.480 người của xã Ninh Xá.
Ngày 16 tháng 6 năm 2025, Ủy ban Thường vụ Quốc hội ban hành Nghị quyết số 1658/NQ-UBTVQH15 của UBTVQH về việc sắp xếp các đơn vị hành chính cấp xã của tỉnh Bắc Ninh năm 2025. Theo đó, sắp xếp toàn bộ diện tích tự nhiên, quy mô dân số của phường Ninh Xá và xã Nguyệt Đức thành phường mới có tên gọi là phường Ninh Xá.

## Địa chỉ trụ sở các cơ quan
- Trụ sở UBND phường: Tổ dân phố Phủ, phường Ninh Xá
- Trung tâm phục vụ hành chính công: Tổ dân phố Phủ, phường Ninh Xá
- Công an phường: Tổ dân phố Kim Tháp, phường Ninh Xá

## Đặc sản
- Nem Bùi